# Tuanaʻi
Tuanaʻi – miejscowość w Samoa (Tuamasaga), na wyspie Upolu. W 2016 roku Tuana'i liczyło 1407 mieszkańców.